# Orzełek włochaty
Orzełek włochaty, orzełek (Hieraaetus pennatus) – gatunek dużego, wędrownego ptaka drapieżnego z rodziny jastrzębiowatych (Accipitridae). Zamieszkuje Eurazję i Afrykę. Nie jest zagrożony wyginięciem.

## Systematyka
Gatunek ten po raz pierwszy zgodnie z zasadami nazewnictwa binominalnego opisał w 1788 roku niemiecki przyrodnik Johann Friedrich Gmelin w 13. edycji linneuszowskiego Systema Naturae. Autor nadał gatunkowi nazwę Falco pennatus; nie wskazał miejsca typowego. Obecnie orzełek włochaty zaliczany jest do rodzaju Hieraaetus.
Jest to gatunek monotypowy. Ptaki z Azji Środkowej zaliczano niekiedy do podgatunku milvoides lub alternatywnie harterti (te z Zabajkala), ale zmienność jest bardzo niewielka i ma charakter ekokliny; to samo dotyczy proponowanego podgatunku albipectus (z Turkiestanu). Ważność podgatunku minisculus opisanego z Afryki Południowej wymaga dalszych badań.

## Występowanie
Areał tego orła w wyniku działalności człowieka uległ znacznemu rozproszeniu. Zamieszkuje Portugalię, Hiszpanię, południową Francję, wschodnią Europę (jej cieplejsze rejony), północno-zachodnią Afrykę, RPA, Azję Mniejszą i Azję Środkową, na wschód do Środkowej Syberii i północnej Mongolii, oraz północne Indie. Ptaki z populacji europejskiej zimują w Afryce Subsaharyjskiej, z azjatyckiej głównie na subkontynencie indyjskim.
Orzełek w XIX wieku był w Polsce rzadkim ptakiem lęgowym. Przez cały XX wiek trwał regres populacji lęgowej, a pod koniec wieku uznawano go za skrajnie nielicznego ptaka lęgowego na wschodzie (5–10 par), choć ostatni potwierdzony lęg na terenie kraju miał miejsce w 1985 roku w Puszczy Białowieskiej. Rzadkość i nieregularność gniazdowania wynikała z tego, że Polska znajduje się na północnej granicy jego zasięgu. O gniazdowaniu jedynie wyjątkowo świadczą gniazda, a znacznie częściej tylko obserwacje ptaków. Na najnowszej Liście awifauny krajowej orzełek ma status „aktualnie nielęgowy”. Nadal jednak zalatuje do Polski; przykładowo w 2018 roku stwierdzono go 6 razy, co i tak było dużą liczbą w porównaniu z poprzednimi latami. Najczęściej widywany bywa w Puszczy Białowieskiej, na Lubelszczyźnie, w Bieszczadach i na Bagnach Biebrzańskich, gdzie gniazdował. W pozostałych regionach widywany sporadycznie. Przeloty odbywają się w kwietniu–maju (z tych miesięcy pochodzą najczęstsze obserwacje) oraz od sierpnia do września. W kraju spotyka się go jednak do końca listopada, a wyjątkowo w grudniu i lutym.

## Charakterystyka

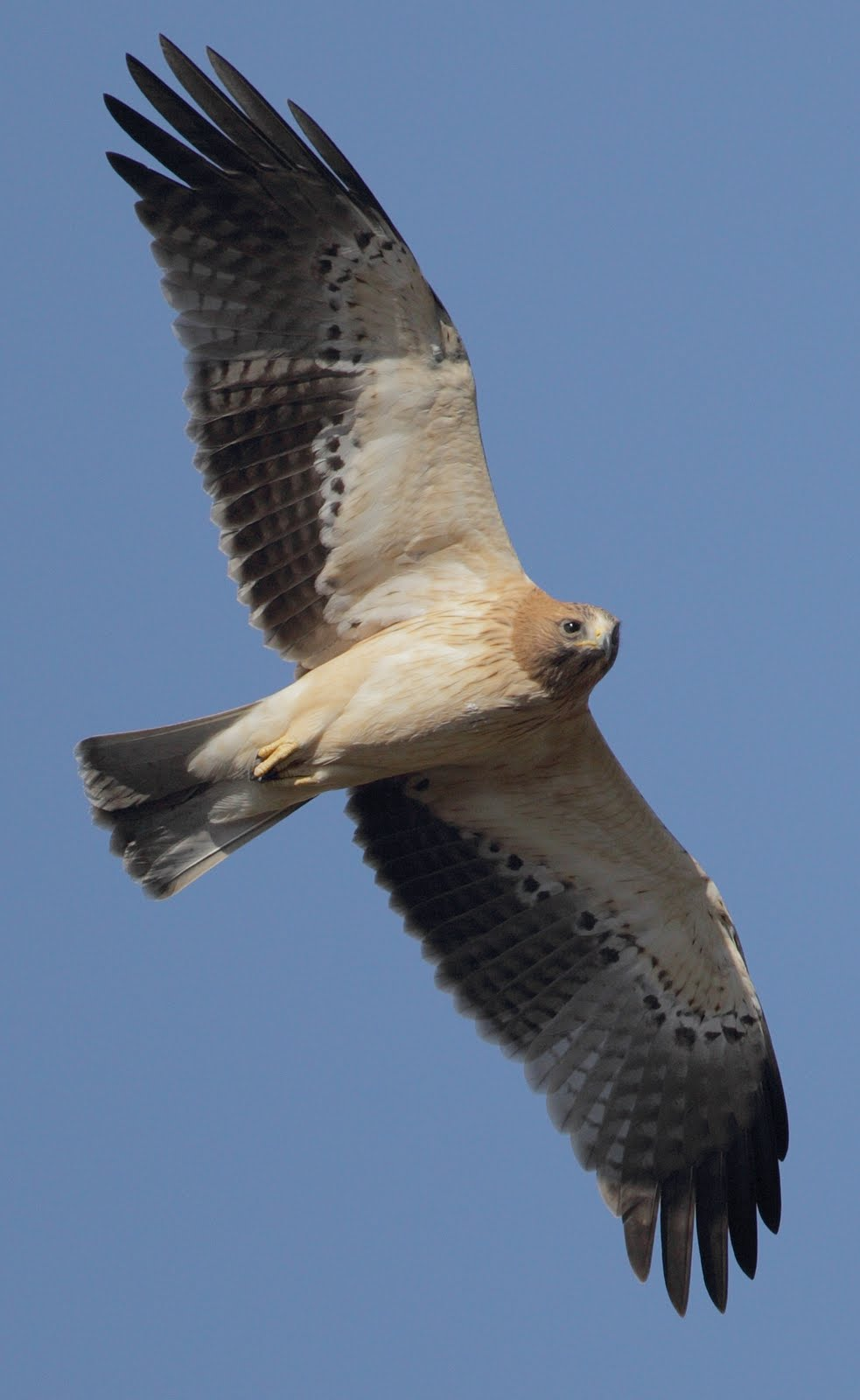
Orzełek włochaty w locie

### Cechy gatunku

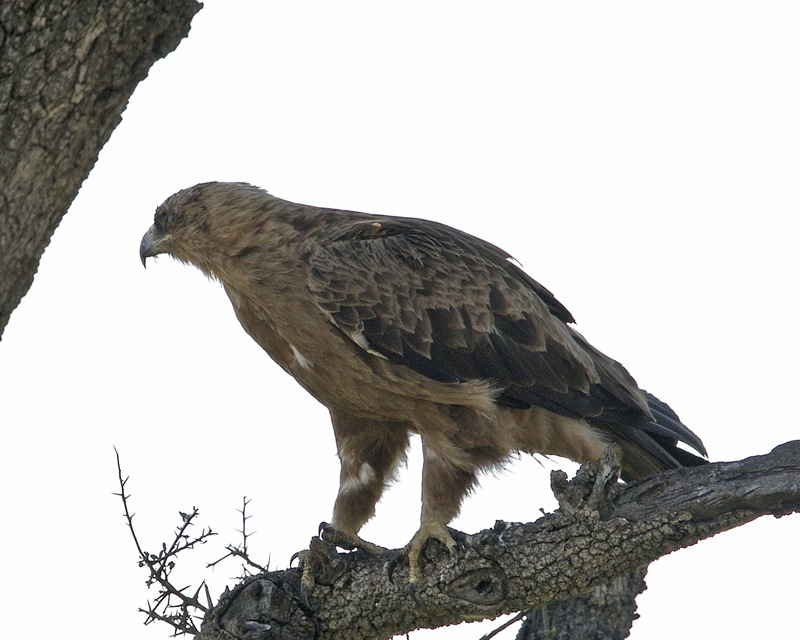
Forma ciemna orzełka włochatego

Najmniejszy europejski orzeł. Wyróżnia się dwie formy barwne: 
- jasną – jasnobrązowy wierzch z białawym spodem ciała oraz pokrywami podskrzydłowymi kontrastującymi z ciemnymi lotkami,
- ciemną – o ciemno, szaro-brązowym wierzchu z ciemnym lub rdzawobrązowym spodem. Widać rozjaśnienia na lotkach I rzędu, również ogon jest jaśniejszy. Występuje rzadziej. Forma mylona jest czasem z ciemnym myszołowem (podobnej wielkości) lub kanią czarną.

Różnią się one jednak głównie spodem ciała, ale u obu na barkówkach i wierzchu skrzydeł są płowe plamy. Formy pośrednie nie są tak częste, jak u myszołowa. Obie formy mogą się ze sobą krzyżować, ale potomstwo posiada ubarwienie jednego z rodziców, a nie upierzenie pośrednie. Upierzenie obu płci jednakowe, lecz samica jest znacznie większa od samca. Wierzch ciała szarobrunatny, potylica i kark rudy, spód biały lub brązowy, rzadziej rdzawy (w zależności od odmiany barwnej) z podłużnymi ciemnymi plamami (najciemniejsze osobniki mają plamy niewidoczne). Końce skrzydeł mają wyraźnie palczasty kształt, a przy locie są skierowane lekko do tyłu. Ogon szary, lotki ciemne. Dziób ciemny, nogi żółte. W powietrzu wykorzystuje prądy termiczne.
Jest wielkości myszołowa, choć po dużej głowie szybko daje się rozpoznać orła. Ma też dłuższe skrzydła, ogon i smuklejszą sylwetkę. Podobny, choć nieco większy, jest orzełek południowy. Podobnie jak inne orły, ma opierzone nogi aż do placów.

### Wymiary średnie
długość ciała42–51 cm
rozpiętość skrzydeł113–138 cm
masa ciałasamce 510–770 g, samice 840–1250 g

## Biotop
Lasy liściaste i mieszane o dużej powierzchni, doliny rzeczne między wzgórzami, stoki górskie. W północnych częściach zasięgu preferuje niżej położone tereny nizin o charakterze lasostepu z rozległymi i starymi przerzedzonymi lasami, bo to gatunek ciepłolubny. Południowe populacje można spotkać nawet przy górnej granicy lasu w górach, ale musi on graniczyć z otwartymi przestrzeniami.

## Okres lęgowy

### Toki
Nim orzełki przylecą na lęgowiska, wykonują specyficzny lot godowy o gwałtownych wzlotach, z pikowaniem i nawrotami. Jako ptak terytorialny zawzięcie broni swojego rewiru gniazdowego przed innymi gatunkami szponiastymi. W sezonie lęgowym orzełki przebywają w parach, ale poza nim są ptakami o samotniczym trybie życia. To ptaki monogamiczne, choć co roku mogą kojarzyć się w pary z innymi osobnikami (choć czasem z wcześniejszym partnerem z poprzedniego okresu lęgowego).

### Gniazdo

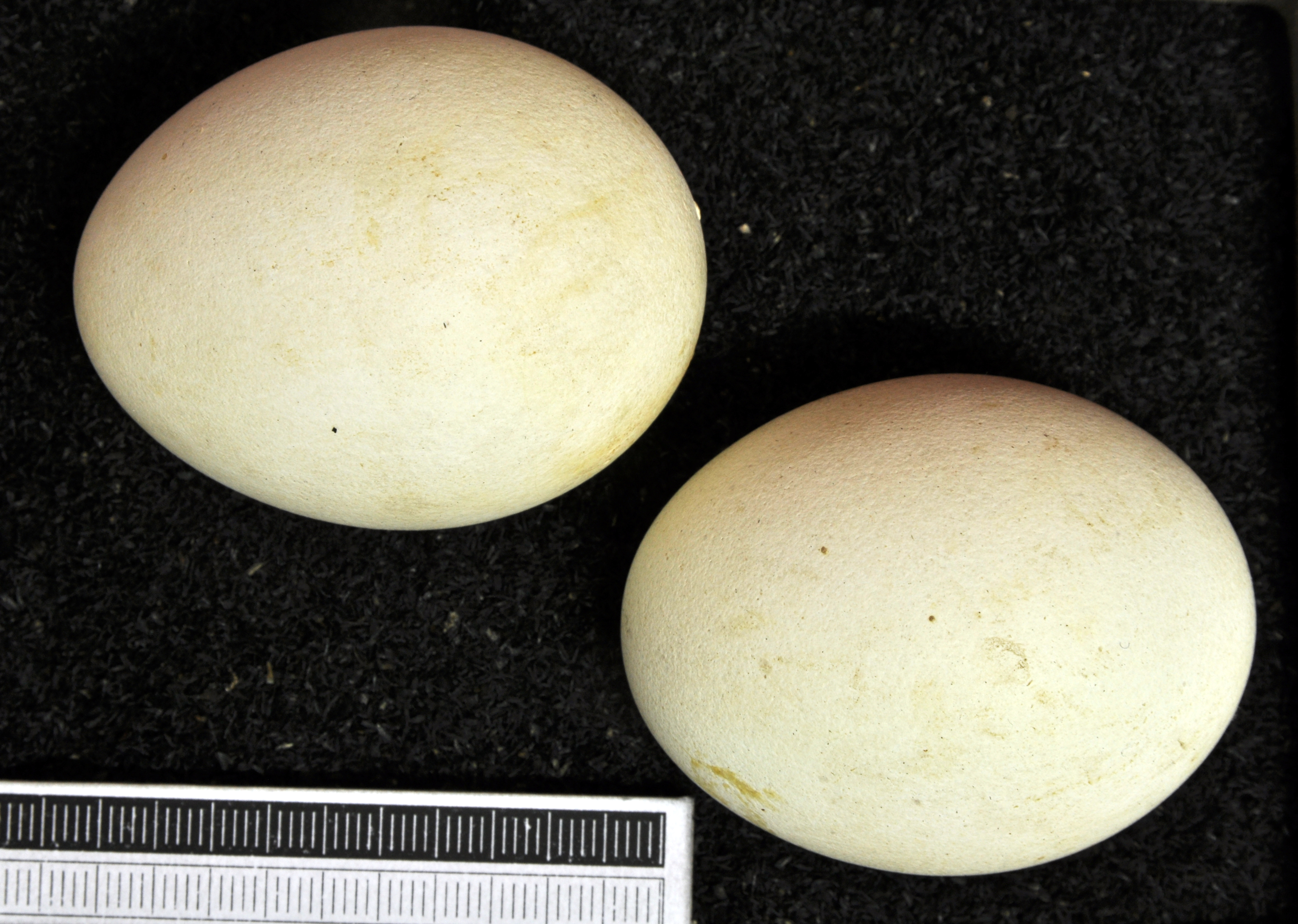
Jaja z kolekcji muzealnej

Na wysokim, zazwyczaj liściastym drzewie. Wyjątkowo, gdy brakuje zadrzewień, ulokowane na skalnej półce (zwłaszcza w górach). Tworzy platformę, wyścieloną zielonymi gałązkami. Orzełek chętnie też przejmuje gniazda innych większych ptaków.

### Jaja
W ciągu roku wyprowadza jeden lęg, składając w maju (w Afryce Południowej od sierpnia do stycznia, najczęściej we wrześniu i październiku) zazwyczaj dwa (czasami jedno lub trzy) białawe, słabo nakrapiane jaja.

### Wysiadywanie i wychowywanie piskląt
Jaja wysiadywane są od zniesienia pierwszego jaja przez okres około 37 dni przez obydwoje rodziców. Przeważnie jednak to samica siedzi na jajach i potem wychowuje młode. Pomoc ze strony samca jest niewielka, głównie sprowadza się do przynoszenia do gniazda świeżego pokarmu. Pisklęta opuszczają gniazdo po około 53 dniach.

## Pożywienie
Małe i średnie ssaki oraz ptaki. Rzadziej chwyta gady (preferuje jaszczurki) i duże owady. Wyjątkowo jednak potrafi złapać ptaka rozmiarów kury domowej i ssaka o gabarytach dzikiego królika, susła, wiewiórki. Wśród ptaków najczęściej ofiarami są kuropatwy, gołębie i ptaki wróblowe. Orzełkowi zdarza się też plądrować gniazda ptaków.
Dieta i sposób łowienia podobne są do preferencji krogulca. W czasie polowania czatuje w koronie drzewa na zdobycz, a gdy zauważy ofiarę odpowiedniej wielkości, nagle atakuje ją, świetnie manewrując w pogoni między gałęziami drzew za ptakami śpiewającymi. Na terenach otwartych, jak łąki, pola, łowi głównie gryzonie, nagle spadając na nie z powietrza.

## Status i ochrona
Międzynarodowa Unia Ochrony Przyrody (IUCN) uznaje orzełka włochatego za gatunek najmniejszej troski (LC – Least Concern) nieprzerwanie od 1988 roku. Liczebność światowej populacji, obliczona w oparciu o szacunki organizacji BirdLife International dla Europy z 2015 roku, mieści się w przedziale 149–188 tysięcy dorosłych osobników. Globalny trend liczebności populacji nie jest znany. W Dyrektywie ptasiej wymieniony w załączniku I wśród gatunków podlegających specjalnym środkom ochrony dotyczącym ich naturalnego siedliska w celu zapewnienia im przetrwania oraz reprodukcji na obszarze ich występowania.
W Polsce objęty ochroną gatunkową ścisłą. Wymaga ochrony czynnej, tym bardziej, że kraj leży na granicy zasięgu lęgowego tego drapieżnego ptaka. Wokół gniazd orzełków obowiązuje strefa ochronna: przez cały rok w promieniu do 100 m, a okresowo (od 1.02 do 31.08) – w promieniu do 500 m od gniazda. Miejsca rozrodu podlegają zatem ochronie strefowej. Na Czerwonej liście ptaków Polski został sklasyfikowany jako gatunek wymarły regionalnie (RE).